# PGC 35852
LEDA/PGC 35852 ist eine Balken-Spiralgalaxie vom Hubble-Typ SBm mit ausgedehnten Sternentstehungsgebieten im Sternbild Großer Bär am Nordsternhimmel. Sie ist schätzungsweise 58 Millionen Lichtjahre von der Milchstraße entfernt. Sie bildet gemeinsam mit PGC 35900 ein gravitativ gebundenes Galaxienpaar und gilt als Mitglied der NGC 3795-Gruppe (LGG 244).
Im selben Himmelsareal befinden sich u. a. die Galaxien NGC 3757, NGC 3838, IC 691.